# Dolmen Wéris

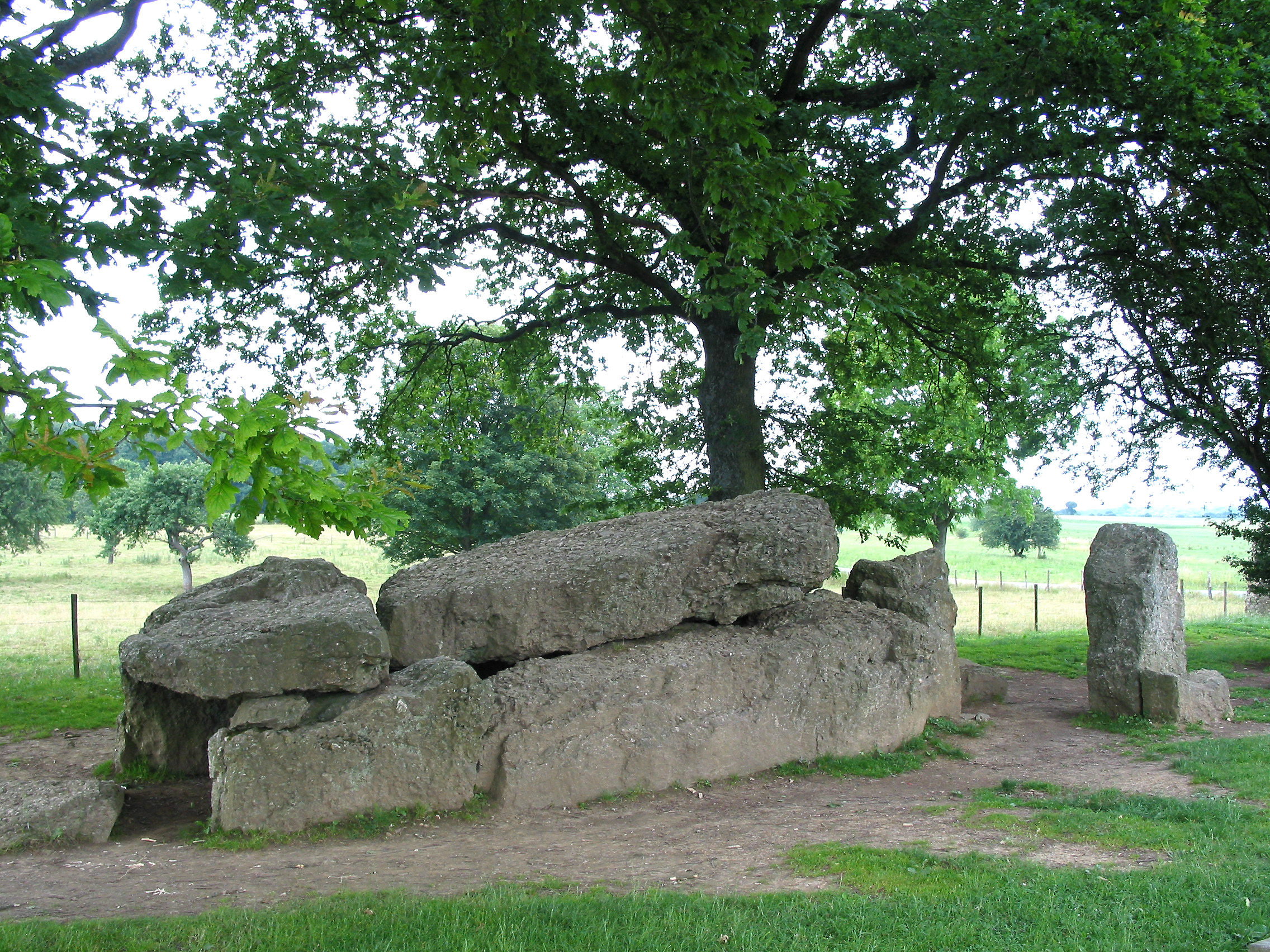
Dolmen Wéris

Dolmen Wéris – neolityczny dolmen, znajdujący się w pobliżu miejscowości Wéris w Belgii, przy drodze prowadzącej do Barvaux.
Będąca dziełem kultury Seine-Oise-Marne konstrukcja ma 10,8 długości i zorientowana jest w kierunku północno-wschodnim. Składa się z poprzedzonej przedsionkiem prostokątnej komory grobowej o wymiarach 6,0×1,7 m i wysokości 1,5 m, przykrytej wspartymi na czterech kamieniach nośnych dwoma głazami stropowymi. Większy z głazów stropowych ma wagę ok. 30 ton. W pobliżu dolmenu ustawione zostały także trzy menhiry.
Dolmen został zakupiony przez państwo belgijskie w 1882 roku od dotychczasowego właściciela terenu za sumę 1200 franków. W trakcie prac archeologicznych na stanowisku odkryto szczątki ludzkie i neolityczne wyroby kamienne, jak również późniejsze artefakty z epoki brązu i czasów rzymskich.